# 드러그스토어 카우보이
《드러그스토어 카우보이》(영어: Drugstore Cowboy)는 1989년 개봉한 미국의 범죄 드라마 영화이다. 거스 밴샌트가 감독과 공동 각본을 맡았으며, 제임스 포글의 동명 소설이 영화의 원작이다. 1989년 전미 비평가 협회 작품상 수상작이다.

## 줄거리
1971년, 26세의 밥 휴스는 아내 다이앤, 절친 릭, 그리고 릭의 십대 여자친구 네이딘과 함께 마약에 중독된 채 유랑 생활을 한다. 이들은 습관을 유지하기 위해 태평양 북서부를 돌아다니며 약국과 병원을 털고 다닌다.
한번은 오리건주 포틀랜드의 약국을 털고 돌아온 후 마약을 하려고 집에 간다. 거기서 그들은 다일로디드를 찾는 지역 양아치 데이비드를 만난다. 밥은 그들에게 다일로디드가 없다고 하면서 대신 모르핀을 스피드와 바꾸자고 제안한다. 데이비드는 처음에는 꺼려하지만 결국 거래하고 떠난다. 얼마 후 경찰관들이 약국 강도 사건 용의자로 이들을 추정하고 아파트를 급습하지만 다이앤이 숨겨놓은 약물을 찾는데 실패한다.
새 아파트로 이사한 밥은 경찰이 자신들을 감시하고 있다는 것을 알게 된다. 밥은 경찰관 중 한 명인 트루진스키가 이웃에게 관음하는 사람으로 오인받게 해 총에 맞아 다치는 상황을 만든다. 분노한 젠트리 형사는 다음 날 밥을 폭행한다. 밥 일행은 자신들이 저주에 걸렸다고 생각하며 약국 문 위의 작은 창문을 통해 약국에 들어가 값비싼 다일로디드를 턴다. 기세가 오른 밥은 다이앤을 설득해 병원을 털기로 한다.
병원 강도질 중 밥은 거의 잡힐 뻔하고, 숙소로 돌아와서는 네이딘이 훔친 다일로디드 과다복용으로 사망한 것을 발견한다. 밥은 네이딘이 침대에 모자를 놓은 채로 사망함으로써 자신들에게 최악의 저주를 걸었다고 말한다. 일행은 네이딘의 시신을 임시로 숙소 다락방에 숨겼다가, 숙소 관리인으로부터 방이 보안관 회의 관련으로 예약이 되어있다는 얘기를 듣고 시신을 옷 가방에 넣어 몰래 내간다. 숲에 네이딘을 묻기 전 밥은 다이앤에게 마약을 끊고 21일 일정 메타돈 치료 프로그램에 참여하겠다고 말한다. 다이앤은 밥의 결정에 충격을 받고 함께하지 않기로 한다.
밥은 포틀랜드의 장기 투숙 모텔로 이사하고 단순 제조업 일자리를 얻는다. 메타돈 클리닉에서 밥은 과거 복사로  지낼 때 알고 지냈던, 중독된 노인 신부 톰을 만난다. 젠트리 형사가 모텔을 방문하여 트루진스키가 밥에게 복수를 하려 한다고 알리고, 밥에게 계속 마약을 끊으라고 한다. 밥은 이후 데이비드가 돈을 갚지 않는 젊은 남자를 괴롭히는 것을 보고 그 남자를 도망치게 한다.
어느 날 밤 다이앤이 밥의 호텔에 찾아와 마약 그룹의 새 리더 릭과 사귀고 있다고 밝힌다. 다이앤은 밥에게 왜 변했는지 묻고, 밥은 네이딘의 죽음과 네이딘이 건 저주, 그리고 감옥에 갈 수도 있다는 두려움이 결정에 영향을 미쳤다고 답한다. 밥은 네이딘의 시신을 무사히 숨기면 새 삶을 살겠다고 신에게 약속했다고 말한다. 밥은 다이앤에게 하룻밤 같이 지내자고 제안하지만 거절당하고, 다이앤은 떠나기 전 밥에게 마약을 건넨다. 밥은 톰에게 마약을 넘기려고 하지만 다일로디드 한 병만 빼고 모두 거절당한다. 방으로 돌아온 밥은 두 명의 복면 괴한에게 습격당한다. 밥은 마약을 끊었다고 말하지만 괴한 중 하나인 데이비드는 그 말을 믿지 않고 밥을 쏜다. 이웃이 신고하여 밥은 들것에 실려 병원으로 이송된다. 누가 쐈냐는 젠트리 형사의 질문에 밥은 "모자"라고 답한다.
구급차에 실려 가면서 밥은 네이딘의 모자 때문에 겪었던 불운에 대한 빚을 갚았으니, 이제 다시 이전의 삶으로 돌아가도 괜찮다고 생각한다. 밥은 경찰이 자신을 "마을에서 가장 큰 약국"인 병원으로 데려다주고 있는 상황의 모순을 즐거워한다.

## 출연
- 맷 딜런 - 밥 휴스 역
- 켈리 린치 - 다이앤 휴스 역
- 제임스 러그로 - 릭 역
- 헤더 그레이엄 - 네이딘 역
- 맥스 펄리치 - 데이비드 역
- 제임스 리마 - 젠트리 역
- 그레이스 저브리스키 - 휴스 부인 역
- 윌리엄 S. 버로스 - 톰 머피 신부 역

## 기타 제작진
- 배역: 샤론 비알리, 리처드 퍼가노
- 미술: 데이비드 브리즈빈
- 의상: 베어트릭스 어루너 퍼스토르